# Ana Genoveva de Borbón-Condé
Ana Genoveva de Borbón-Condé (en francés, Anne Geneviève de Bourbon-Condé; Vincennes, 28 de agosto de 1619-París, 5 de abril de 1679) fue la única hija del príncipe Enrique II de Borbón-Condé y de su esposa, Carlota Margarita de Montmorency. Fue la hermana de Luis II de Borbón-Condé y de Armando de Borbón-Conti. Nació en la prisión del castillo de Vincennes, en la que sus padres se hallaban encarcelados a causa de su oposición al mariscal de Ancre, el favorito de María de Médici, regente durante la minoría de edad del rey Luis XIII. Por matrimonio fue duquesa de Longueville.

## Biografía
Fue educada, con gran severidad, en el convento de la Carmelitas de las calle de Saint-Jacques, en París, donde conoció y se apasionó por las obras de Corneille. Sus primeros años se vieron ensombrecidos por la ejecución, en 1632 del duque de Montmorency, único hermano de su madre, que fue condenado por intrigar contra Richelieu, y la muerte de un primo de su madre, el conde François de Montmorency-Bouteville, abatido en duelo en 1627. Pero sus padres hicieron las paces con Richelieu y ella pudo ser presentada en sociedad en 1635, logrando convertirse en una de las más conocidas damas de los círculos culturales. 

## Matrimonio
En 1642 se casó con un viudo que le doblaba la edad, Enrique II de Orleans (1595-1663), duque de Longueville, que fue gobernador de Normandía durante cuarenta años. Tras la muerte de Richelieu, su padre fue nombrado jefe del consejo de la regencia durante la minoría de edad del rey Luis XIV, su hermano Luis ganó la batalla de Rocroi en 1643, y la duquesa se convirtió en una persona políticamente importante. En 1646, acompañó a su marido a Munster, adonde había sido enviado por Mazarino como jefe de la misión, y donde ella enamoró a los diplomáticos alemanes que preparaban el Tratado de Westfalia por lo que fue llamada la "diosa de la Paz y de la Concordia". 
A su regreso se convirtió en la amante del duque de Rochefoucauld, autor de las "Máximas", que utilizó está pasión para ganarse la influencia de su hermano. Ana Genoveva fue el alma de la primera Fronda, consiguiendo la adhesión a los "descontentos" del príncipe de Conti, así como la de su segundo hermano, y la de su marido intentando, incluso, reclutar al propio Condé, cuya fidelidad a la monarquía hizo fracasar el golpe. La paz no la convenció pese a que obtuvo, para La Rochefoucauld, los títulos que él codiciaba.
La segunda Fronda fue, asimismo, concebida por ella jugando un papel esencial al conseguir que, primero Condé y más tarde Turenne se unieran a los rebeldes. Durante el último año de la guerra Ana Genoveva vivió en Burdeos con el duque de Nemours, una amistad que le proporcionó a La Rochefoucauld una excusa para abandonarla y volver con su antigua amante, la duquesa de Chevreuse.
Abandonada y caída en desgracia en la corte, Ana Genoveva, cayó en una fuerte depresión que la condujo a refugiarse en la religión, el jansenismo y la caridad.

## Descendencia
1. Carlota Luisa (1645-1664), mademoiselle de Dunois.
2. Juan Luis (1646-1694), sucedió a su padre como duque de Longueville.
3. María Gabriela (1646-1650).
4. Carlos Paris (1649-1672), sucedió a su hermano, Juan Luis, como duque de Longueville.

- Datos: Q256663
- Multimedia: Anne Geneviève de Bourbon / Q256663